# Lepisosteus osseus
Il luccio dal naso lungo (Lepisosteus osseus Linnaeus, 1758), o pesce dal becco, è un pesce della famiglia dei Lepisosteidi.

## Descrizione
Il luccio dal naso lungo misura una lunghezza di 60 - 182 cm e pesa 2,5 - 6,5 kg; FishBase riporta una lunghezza massima di 2,90 m. Vive in media 17 - 37 anni. Il muso è allungato in un becco sottile munito di numerosi denti ben sviluppati. Il corpo, lungo e cilindrico, è ricoperto da scaglie ganoidi a forma di diamante. L'intero corpo è attraversato da una lunga striscia nera.

## Distribuzione
Il luccio dal naso lungo è diffuso nei fiumi e nei laghi della metà orientale degli Stati Uniti, dal Quebec meridionale e dalle estreme propaggini meridionali dell'Ontario, nella regione dei Grandi Laghi, al Messico settentrionale. Le concentrazioni più elevate si incontrano però nel Profondo Sud americano, in Texas, Alabama (bacino del Cahaba) e lungo tutto il corso del Mississippi. Predilige acque basse e calde con abbondante vegetazione.

## Comportamento

### Alimentazione

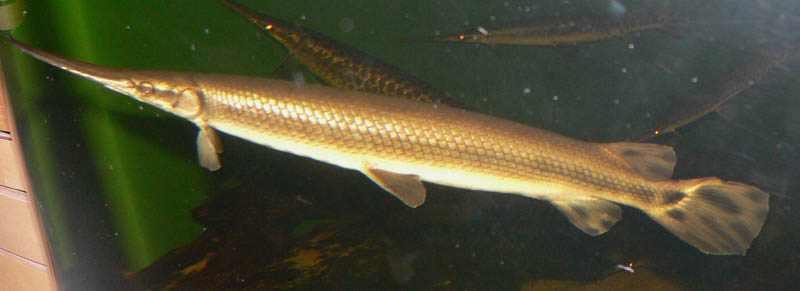
Un esemplare allo Steinhart Aquarium

Oltre che il più diffuso, il pesce dal becco è anche il rappresentante della famiglia più noto negli Stati Uniti ed è quindi la specie di cui si conoscono meglio e più dettagliatamente le abitudini. Come gli altri Lepisosteidi, è un animale che ama vivere solitario, preferibilmente nei corsi d'acqua tranquilli e poco profondi, con ampia disponibilità di nascondigli: nel folto dei canneti, tra la vegetazione o sotto tronchi d'albero sommersi, resta infatti immobile in agguato delle prede, senza dare altro segno di vita all'infuori dei lenti movimenti delle pinne pettorali. Con i grandi occhi scruta attentamente all'intorno e, non appena ha adocchiato una preda, comincia ad avvicinarsi con circospezione, agitando silenziosamente le pinne pettorali e l'estremità della coda, fino a portarsi con il becco all'altezza della vittima; allora, esattamente come un caimano o un coccodrillo, spalanca la bocca e, con un rapido movimento laterale del capo, afferra la preda con i denti aguzzi. Questa viene poi girata e ruotata fino a trovarsi in posizione parallela alle mascelle e quindi inghiottita in un solo boccone. Essendo il palato estremamente elastico, gli archi mascellari possono allargarsi ampiamente, il che permette al pesce dal becco di inghiottire anche prede di grandi dimensioni; in questi casi la parte inferiore del capo assomiglia al sacco giugulare di un pellicano che abbia appena inghiottito un pesce.

### Ecologia
Durante i mesi estivi, quando il contenuto in ossigeno dell'acqua subisce una forte riduzione, il pesce dal becco è costretto a rifornirsi di aria direttamente dall'atmosfera: di quando in quando (nei corsi d'acqua particolarmente carenti di ossigeno anche 6 volte in 10 minuti), risale quindi in superficie e, giratosi leggermente di lato, espelle una grande bolla d'aria che fuoriesce gorgogliando dalle aperture branchiali. Tenendo le mascelle ampiamente sporgenti dall'acqua e la bocca leggermente aperta, inghiotte una forte quantità d'aria atmosferica, accumulandola nella vescica natatoria che ha le pareti riccamente vascolarizzate ed è suddivisa in piccole celle (alveoli). Al sopraggiungere della stagione fredda, in ottobre, questi Lepisosteidi si spostano nelle zone più profonde dei corsi d'acqua, ove rimarranno fino ad aprile immersi in una sorta di letargo: quasi completamente immobili giacciono allora sul fondo senza assumere più cibo né portarsi in superficie per respirare.

### Riproduzione

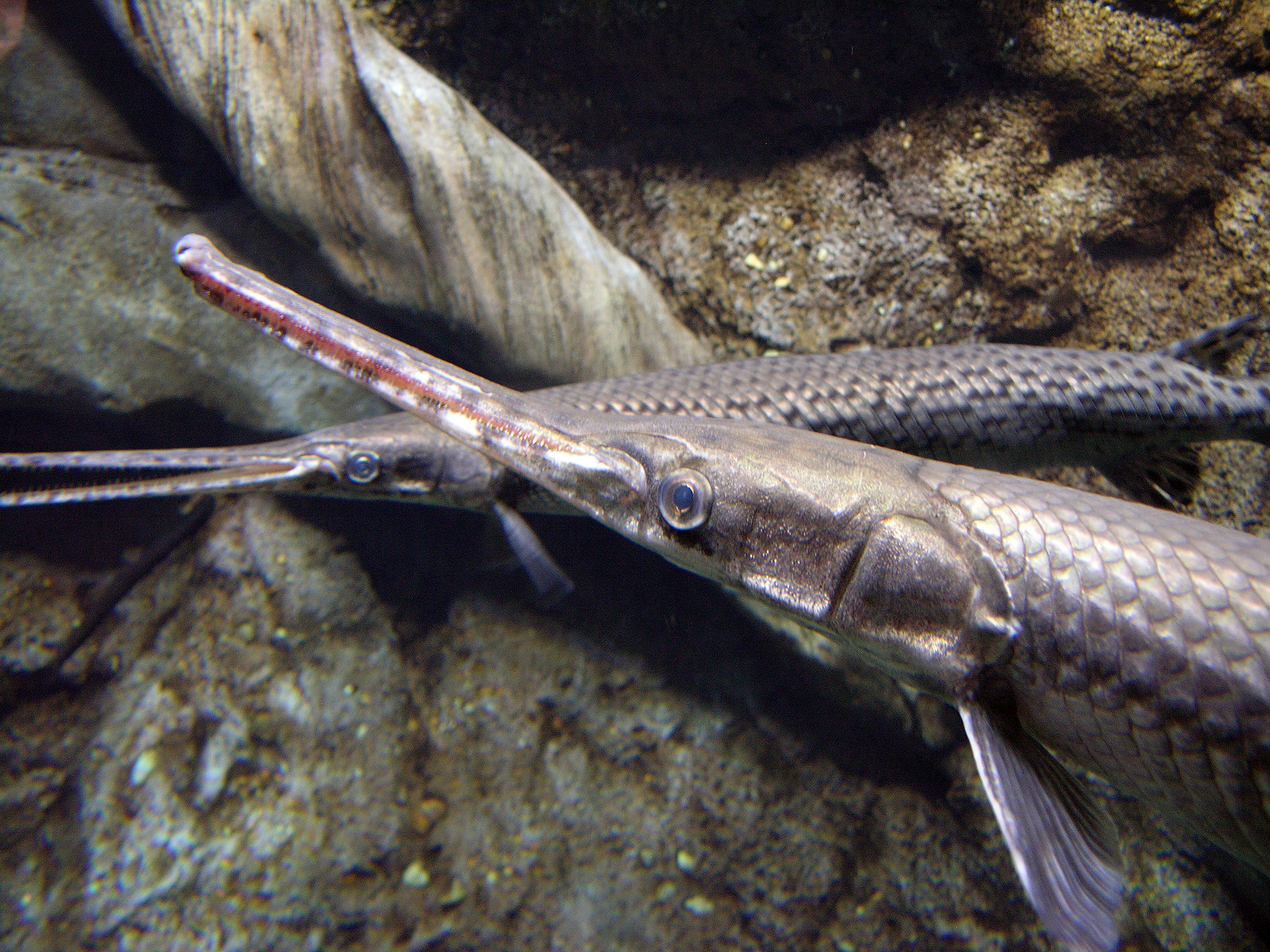
Lucci dal naso lungo al Georgia Aquarium

Nella tarda primavera, tra la metà di maggio e i primi di giugno, o già alla fine di aprile nelle acque caratterizzate da temperature elevate, i pesci dal becco abbandonano le loro dimore invernali per portarsi lungo le rive, in punti poco profondi e possibilmente ricchi di vegetazione, ove verranno deposte le uova. Dopo un cerimoniale amoroso particolarmente turbolento la femmina, che è in genere accompagnata da vari maschi, espelle in diverse fasi successive le uova verdognole, grandi all'incirca 3 mm, che vengono fecondate dai maschi e quindi si fissano al fondo e alle piante acquatiche. Dopo un periodo variabile, a seconda della temperatura dell'acqua, dai 10 ai 14 giorni, i gusci si schiudono lasciando uscire i piccoli che, non avendo la benché minima somiglianza con i genitori, vengono definiti «larve». Lunghi all'incirca 7 mm, sono dotati di un grande sacco vitellino, che ostacola loro i movimenti, e recano anteriormente alla bocca una ventosa munita di numerose piccole verruche, con l'ausilio della quale si tengono fissati alle piante finché non hanno consumato quasi tutto il sacco; inoltre sono privi di branchie esterne. Completamente lasciate a sé stesse, in quanto i genitori non si curano affatto di loro, le larve raggiungono dopo una settimana, durante la quale hanno assorbito parte del sacco vitellino, la lunghezza di circa 9 mm; al contempo, la mandibola si allunga in forma di proboscide, mentre la colonna vertebrale si estende, come un filamento, sopra la pinna caudale. Circa 14 giorni dopo l'uscita dall'uovo, il piccolo pesce dal becco è già in grado di nuotare liberamente e ha assunto un aspetto del tutto simile a quello dei genitori.

## Conservazione
In taluni territori, quali la zona dei Grandi Laghi o i vasti bassopiani paludosi della Florida, i Lepisosteidi sono diffusi sovente in numero così elevato che è necessario controllarne e ridurne la popolazione per poter mantenere un effettivo equilibrio nell'attività della pesca.

## Acquariofilia
in acquario si tengono spesso gli esemplari giovani, ma gli adulti sono adatti solo agli acquari pubblici. vanno tenuti da soli o con esemplari selezionati attentamente.